# Запутье (Новоизборская волость)
Запутье — деревня в Печорском районе Псковской области России. Входит в состав сельского поселения «Новоизборская волость».
Расположена в 7 км к северо-востоку от волостного центра, деревни Новый Изборск, на границе с Логозовской волостью, в 16 км к западу от Пскова и в 4 км к югу от берега Псковского озера.

## Население
Численность населения деревни на конец 2000 года составляла 13 жителей.
| 2001 | 2002 | 2010 |
| ---- | ---- | ---- |
| 13   | ↘9   | ↘7   |